# You Can't See Me
You Can't See Me, è il primo e unico album di John Cena, inciso con la collaborazione di Tha Trademarc e uscito nel 2005 ed è arrivato in Italia alla posizione numero 10.
Vendette ben 143.000 copie soltanto durante la prima settimana sul mercato, numero notevole considerando che Cena non fosse un rapper di professione. Complessivamente, il disco vendette 1.300.000 copie, facendo praticamente gli stessi numeri dei rapper più in voga del periodo.

## Tracce
1. The Time Is Now – 2:58 (John Cena & Marc Predka Julian Williams)
2. Don't Fuck With Us – 3:24 (John Cena & Marc Predka)
3. Flow Easy (feat. Bumpy Knuckles) – 3:47 (Freddie Foxxx, John Cena & Marc Predka)
4. Right Now – 3:47 (John Cena & Marc Predka)
5. Make it Loud – 4:20 (John Cena & Marc Predka)
6. Just Another Day – 3:58 (John Cena & Marc Predka)
7. Summer Flings – 3:35 (R. DeBona, John Cena & Marc Predka)
8. Keep Frontin' (feat. Bumpy Knuckles) – 4:13 (Freddie Foxxx, John Cena & Marc Predka)
9. We Didn't Want You to Know – 4:16 (John Cena & Marc Predka)
10. Bad, Bad Man (feat. Bumpy Knuckles) – 3:31 (Freddie Foxxx, John Cena & Marc Predka)
11. Running Game – 3:52 (John Cena & Marc Predka)
12. Beantown (feat. Esoteric) – 3:47 (Seamus Ryan, John Cena & Marc Predka)
13. This is How We Roll – 4:09 (John Cena & Marc Predka)
14. What Now – 4:30 (John Cena & Marc Predka)
15. Know the Rep – 2:59 (Freddie Foxxx, John Cena & Marc Predka)
16. Chain Gang is the Click – 3:52 (John Cena & Marc Predka)
17. If it All Ended Tomorrow – 4:30 (John Cena & Marc Predka)

## Classifiche
| Classifica (2005)         | Posizione massima |
| ------------------------- | ----------------- |
| Australia                 | 32                |
| Italia                    | 10                |
| Regno Unito               | 63                |
| Stati Uniti               | 15                |
| Stati Uniti (R&B/Hip-Hop) | 10                |
| Stati Uniti (Rap)         | 3                 |